# 方師誨
方師誨（？—？），字忠焉，湖廣武昌府興國州長慶里（今屬湖北黃石市陽新縣）人，清朝政治人物。

## 生平
順治九年（1652年）壬辰科第三甲二百三十七名同進士出身。
十一年（1654年）授山西定襄縣知縣。時值饑荒，方師誨屢次詳細請求賑恤。
十二年（1655年）因不報雹災，降一級離任。其後歷官不詳。
廉潔耿介，以紙為帳、以布為被。卒，清貧以至沒遺產購買棺木。
康熙三十五年（1696年），湖廣總督吳琠疏請將方師誨崇祀鄉賢祠。

## 著作
- 《四書補疏》
- 《諸史提論》